# Općina Vodice
Općina Vodice (slo.: Občina Vodice) je općina u sjevernoj Sloveniji u pokrajini Gorenjskoj i statističkoj regiji Središnja Slovenija. Središte općine je naselje Vodice s 1.216 stanovnika. 

## Zemljopis
Općina Vodice nalazi se u središnjem dijelu države i sjeverno od Ljubljane. Općina zauzima prostor istočno od rijeke Save i u potpunosti je ravničarska.
U općini vlada umjereno kontinentalna klima. Zapadna granica općine je rijeka Sava. Svi ostali vodotoci su mali i pritoci su Save.

## Naselja u općini
Bukovica pri Vodicah, Dobruša, Dornice, Koseze, Polje pri Vodicah, Povodje, Repnje, Selo pri Vodicah, Skaručna, Šinkov Turn, Torovo, Utik, Vesca, Vodice, Vojsko, Zapoge

## Vanjske poveznice
- Službena stranica općine